# Лемпінек
Лемпінек (пол. Łempinek) — село в Польщі, у гміні Рацьонж Плонського повіту Мазовецького воєводства.
Населення — 37 осіб (2011).
У 1975-1998 роках село належало до Цехановського воєводства.

## Демографія
Демографічна структура станом на 31 березня 2011 року:
|          | Загалом | Допрацездатний вік | Працездатний вік | Постпрацездатний вік |
| -------- | ------- | ------------------ | ---------------- | -------------------- |
| Чоловіки | 19      | 2                  | 15               | 2                    |
| Жінки    | 18      | 5                  | 7                | 6                    |
| Разом    | 37      | 7                  | 22               | 8                    |